# Marijn Ververs
Marijn Ververs (Leida, 17 settembre 1998) è un cestista olandese.

## Palmarès
- Campionato olandese: 3

Leida: 2020-2021, 2022-2023, 2023-2024
- Coppa d'Olanda: 2

Leida: 2019, 2023
- BNXT League: 2

Leida: 2021-2022, 2022-2023
- Supercoppa d'Olanda: 1

Leida: 2023